# Elizabeth Mure
Elizabeth Mure, död före 1355, var en skotsk mätress. 
Hon gifte sig 1336 med Robert II av Skottland. Paret fick flera barn. Eftersom de hade gift sig civilt och inte i kyrkan räknades äktenskapet inte som giltigt av kyrkan, och hon kallades för hans mätress. De tvingades därför utverka en dispens och gifta om sig 1349. Hon avled innan hennes make blev kung 1371.